# Bivalves
Els bivalves (Bivalvia) són una classe de mol·luscs exclusivament aquàtics caracteritzats per tenir una conquilla formada per dues peces anomenades valves, l'absència de cap i la presència d'un peu excavador. Aquesta classe conté 9.742 espècies, de les quals 1.320 són d'aigua dolça i la resta marines. Alguns estan adaptades a viure a la zona de marees, com els musclos, i poden sobreviure fora de l'aigua per a períodes curts de temps tancant les valves. Diverses espècies poden resistir períodes molt llargs de dessecació; alguns unionoides australians poden sobreviure cinc anys en el fang sec.
Conté nombroses espècies ben conegudes popularment, i d'interès econòmic, com les ostres, vieires, cloïsses, petxines, escopinyes, musclos, etc.

## Característiques

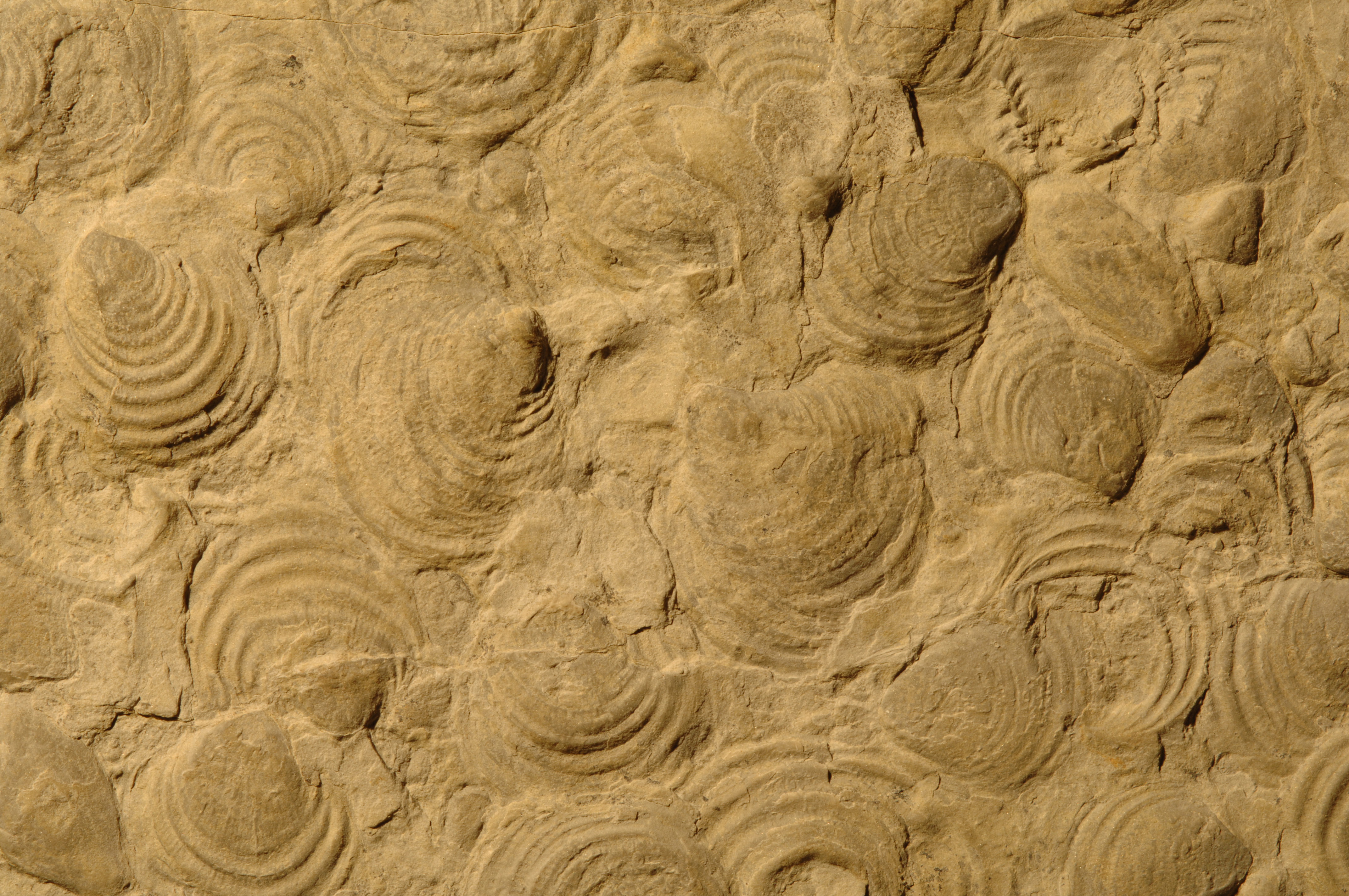
Claraia (fòssil del Triàsic)

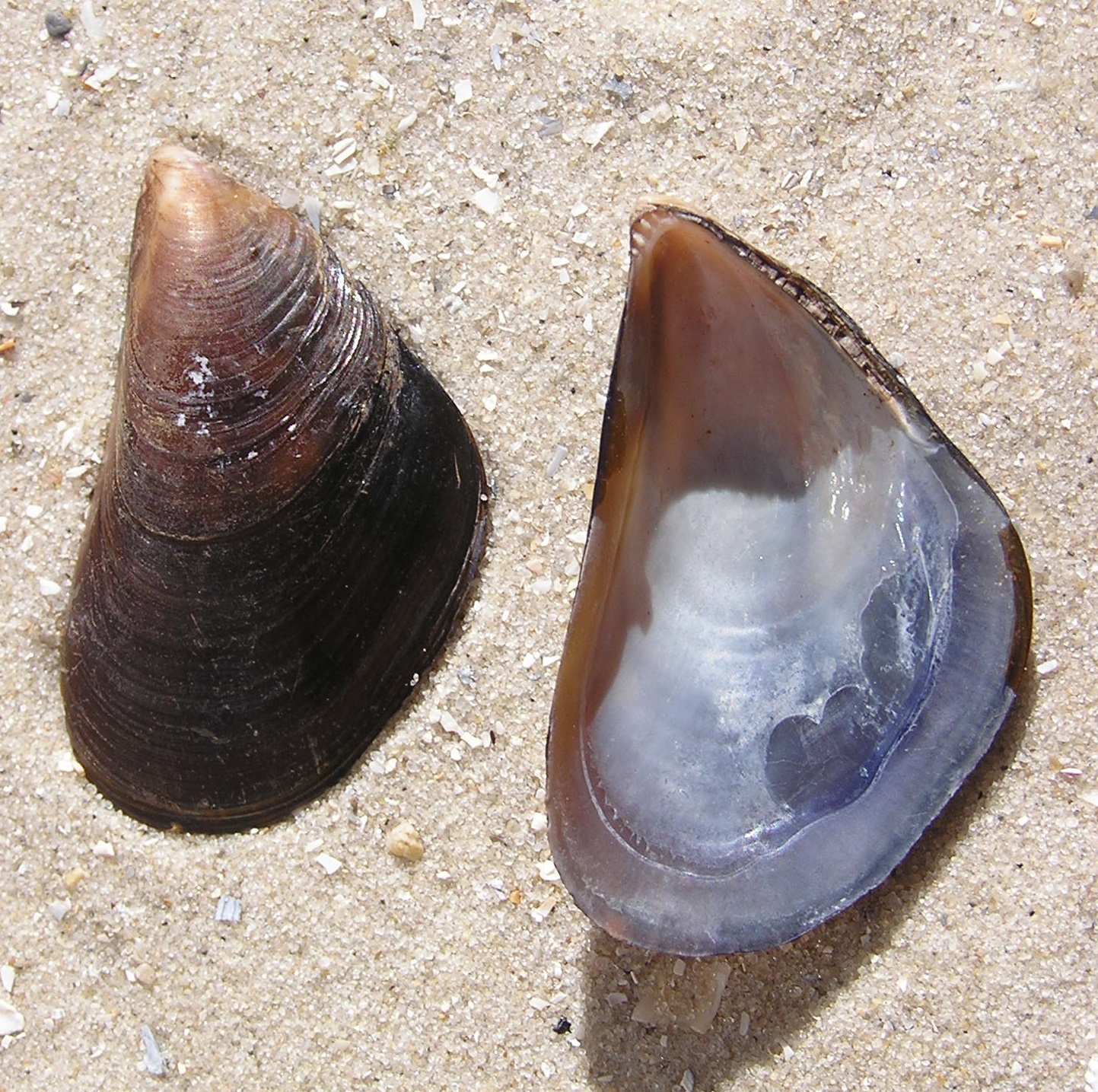
Un musclo (Mytilus galloprovincialis), un dels bivalves més populars.

La mida dels bivalves oscil·la entre els 2 mm (alguns pisídids i leptonoïdeus) i més d'un metre (tridàcnids gegants). El seu cos queda protegit per una conquilla formada per dues valves situades anatòmicament una a cada costat del cos; les valves estan unides per un o dos músculs adductors que quan es contreuen les tanquen hermèticament. Les dues valves s'articulen en una frontissa denominada xarnera que sol posseir dents que encaixen amb els de la valva oposada. El mantell i la cavitat pal·lial són molt amplis. Tenen un parell de ctenidis (brànquies) laminars que a més s'usen per capturar les partícules en suspensió en l'aigua, que en moltes espècies entra i surt a través de tubs denominats sifons.
Els bivalves no tenen un cap diferenciat, ni tentacles, faringe, ràdula ni mandíbules. La boca presenta un parell de palps labials que recullen petites partícules del sediment o filtrades. El peu dels bivalves sol tenir forma de llengüeta i ser gran i musculós, que molts utilitzen per excavar en el sediment. El cor té una aurícula i un ventricle; hi ha una o dues aortes i diversos espais lacunars. El sistema nerviós és senzill, amb un parell de ganglis cerebroides, dos ganglis viscerals i un o dos ganglis del peu. Com a òrgans dels sentits hi ha estatocists.

## Reproducció
La majoria de bivalves tenen sexes separats, però no són rares les espècies hermafrodites. La fecundació sol ser externa. De l'ou surt una larva pedivèliger, excepte quan s'arriba a adult per desenvolupament directe dins cambres incubadores de la mare; en aquest darrer cas, la fecundació és interna.

## Història evolutiva
L'explosió cambriana va tenir lloc fa uns 540 a 520 milions d'anys. En aquest breu període geològic, van divergir els principals fílums animals i incloent-hi els primers animals amb esquelets mineralitzats. Així els braquiòpodes i els bivalves van aparèixer en aquest moment i van deixar les seves restes fossilitzades a les roques.
Pojetaia i Fordilla són possiblement dos dels bivalves més antics. És possible que Watsonella i Anabarella, més antics, siguin parents propers d'aquests tàxons, però no és clar que siguin mol·luscs. Només existeixen cinc gèneres de suposats bivalves cambrians, sent els altres Tuarangia, Camya i Arhouriella i potencialment Buluniella.

## Taxonomia

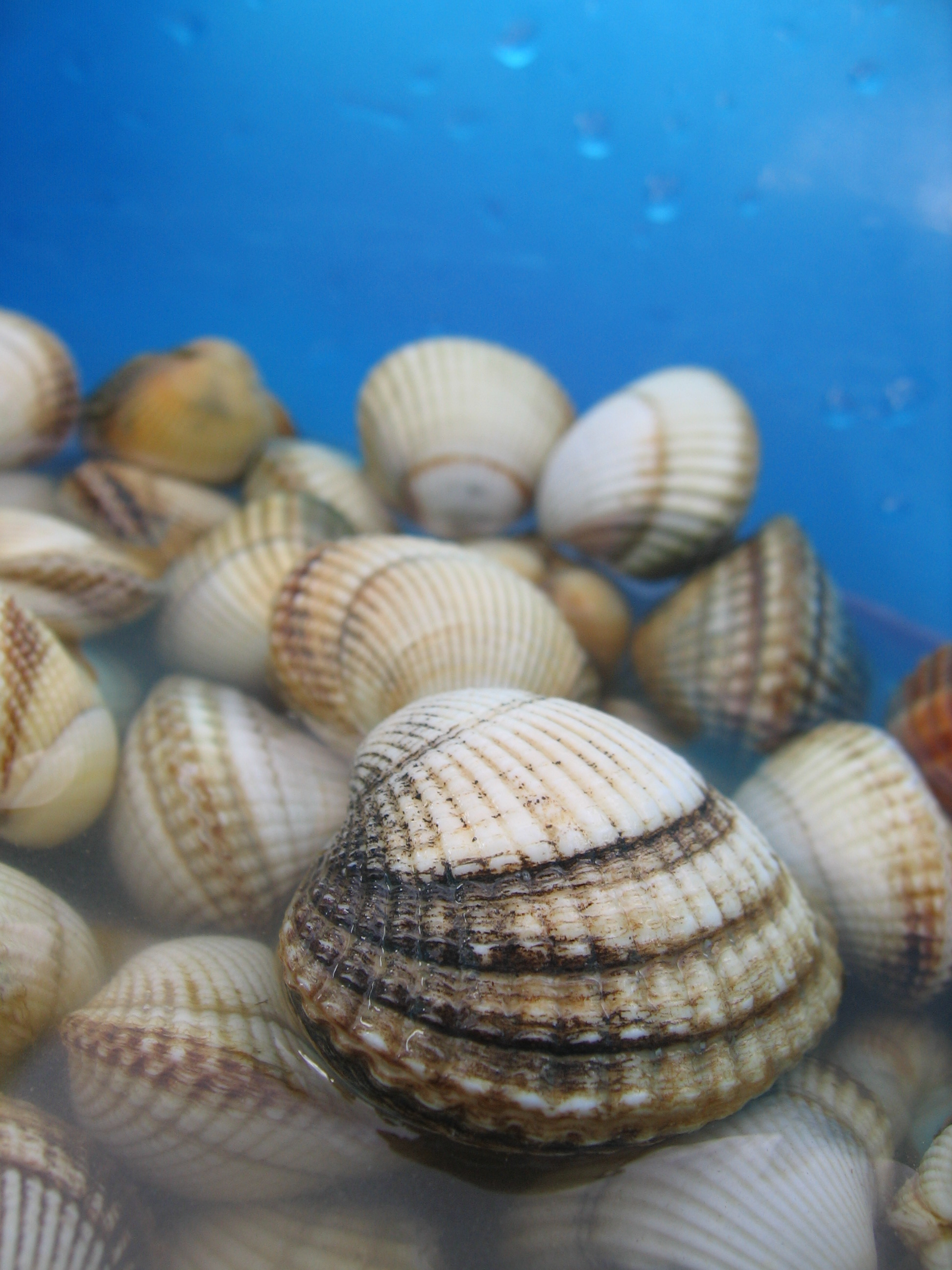
Escopinyes (Cerastoderma edule)

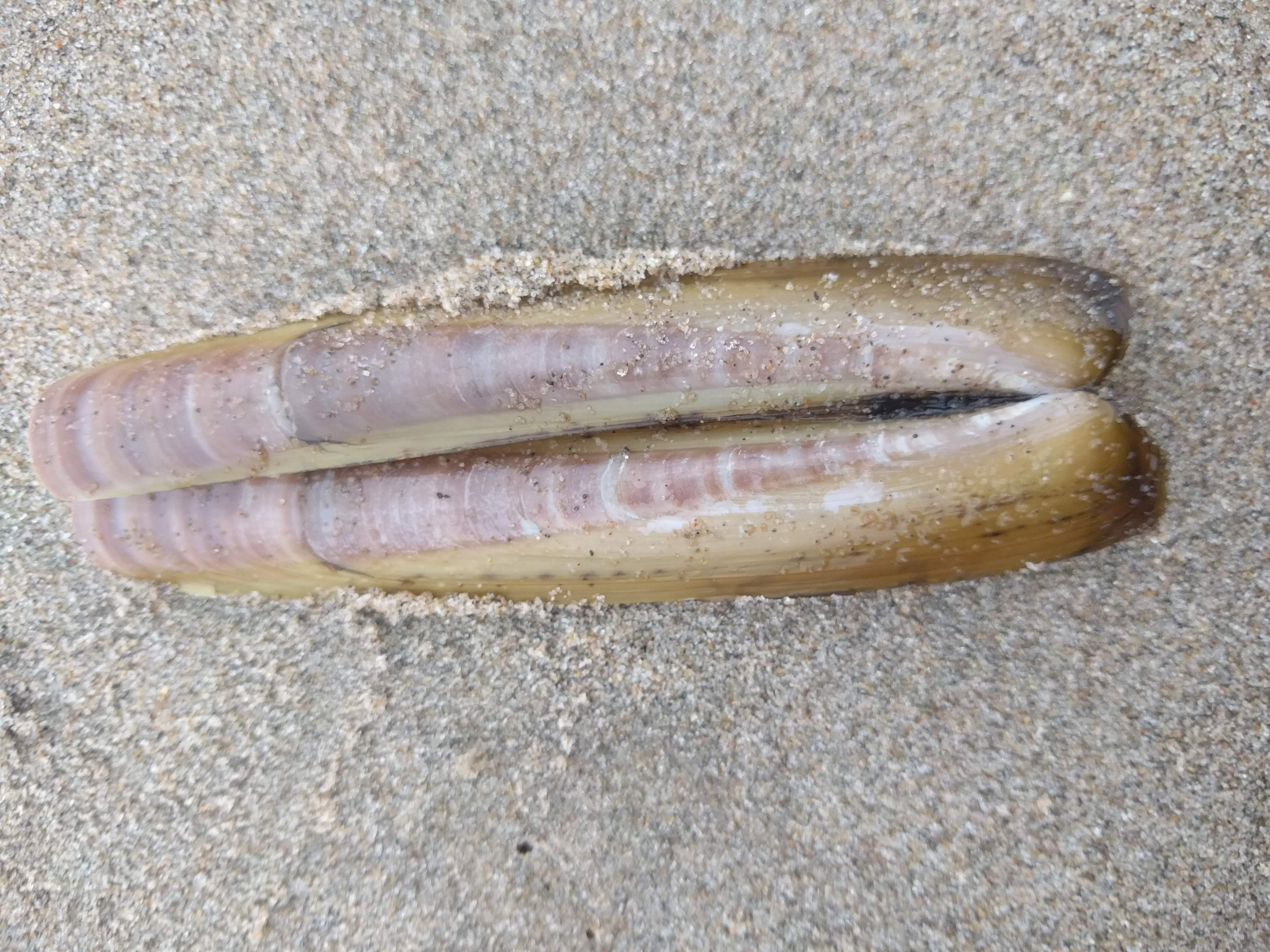
Navalla (Ensis ensis)

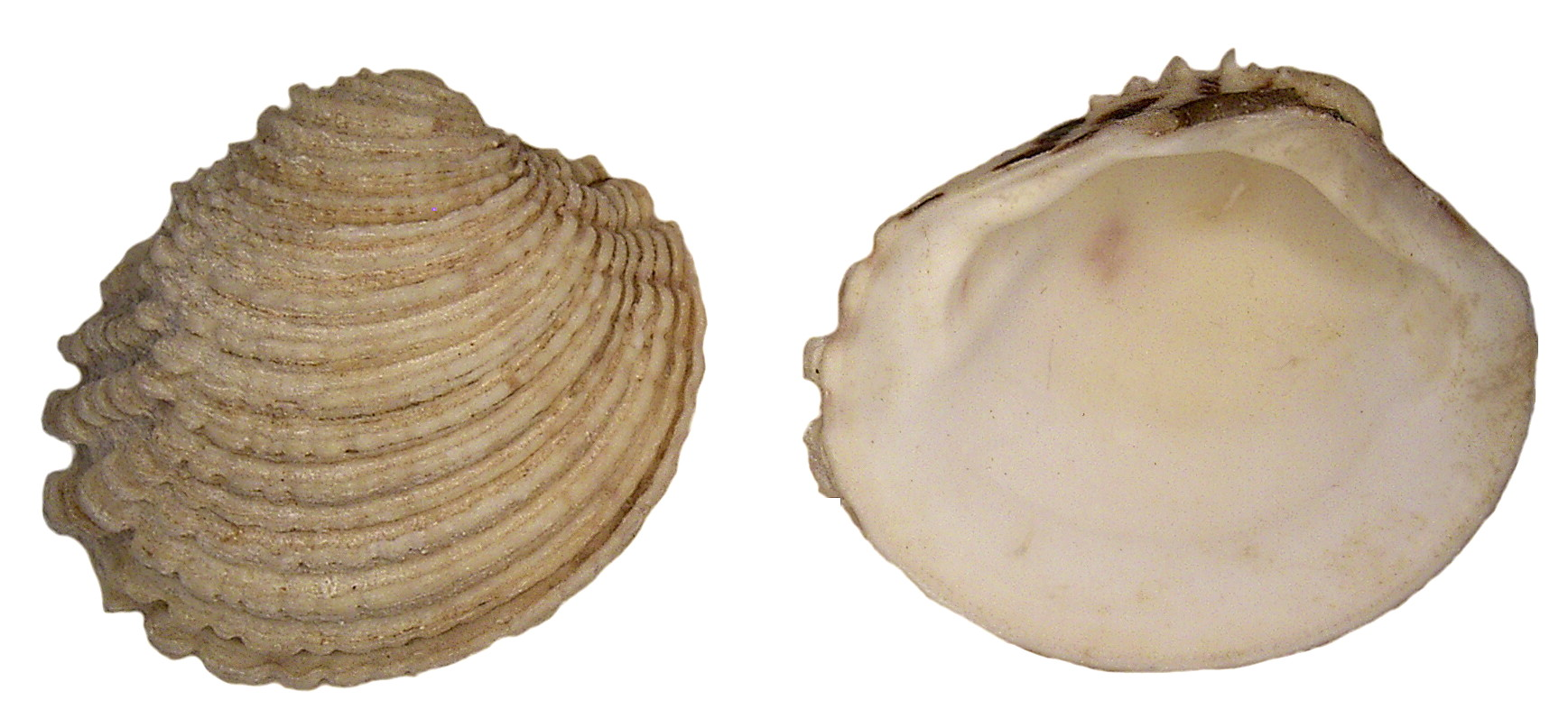
Escopinya gravada (Venus verrucosa)

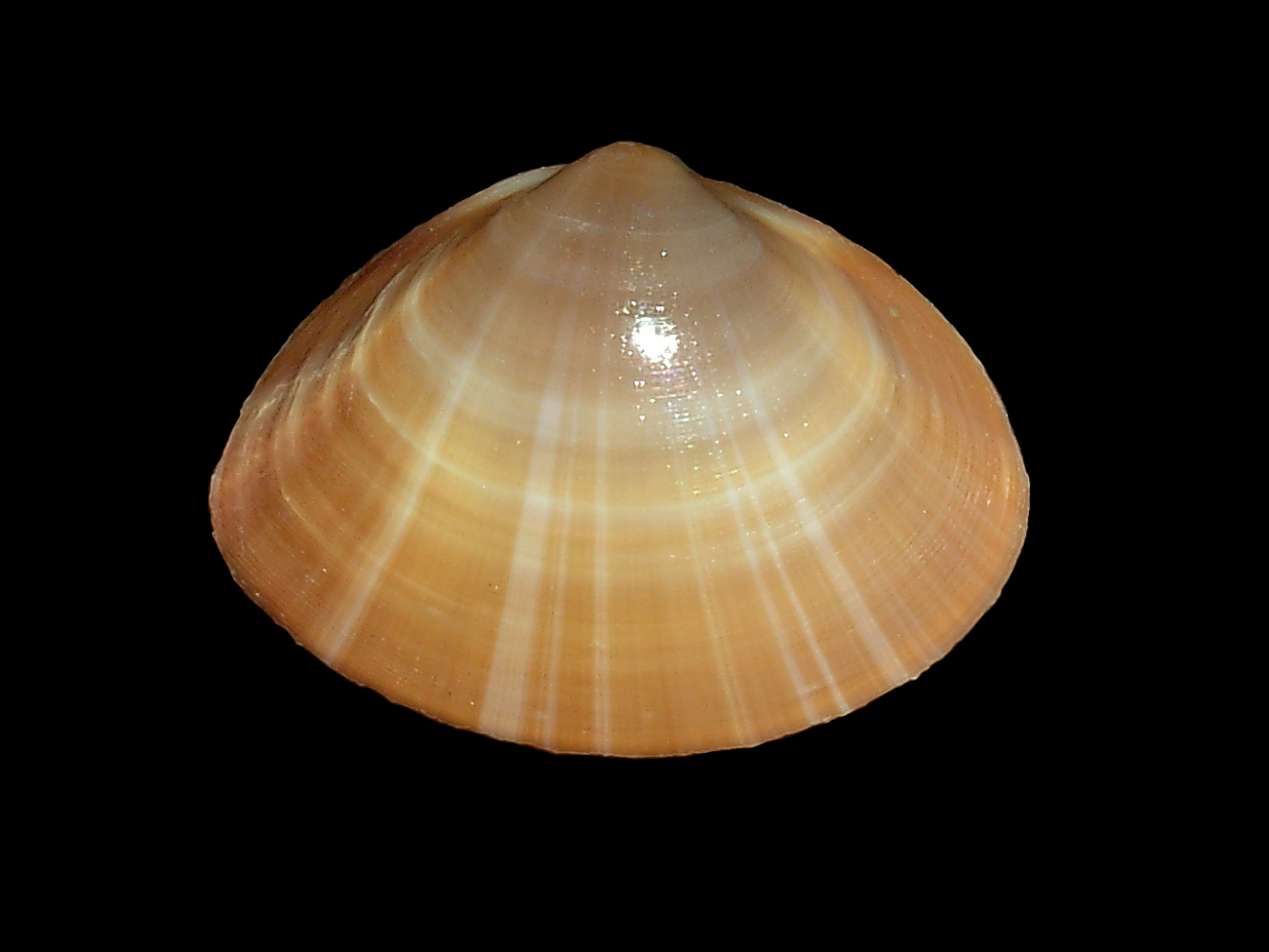
Ou (Mactra stultorum)

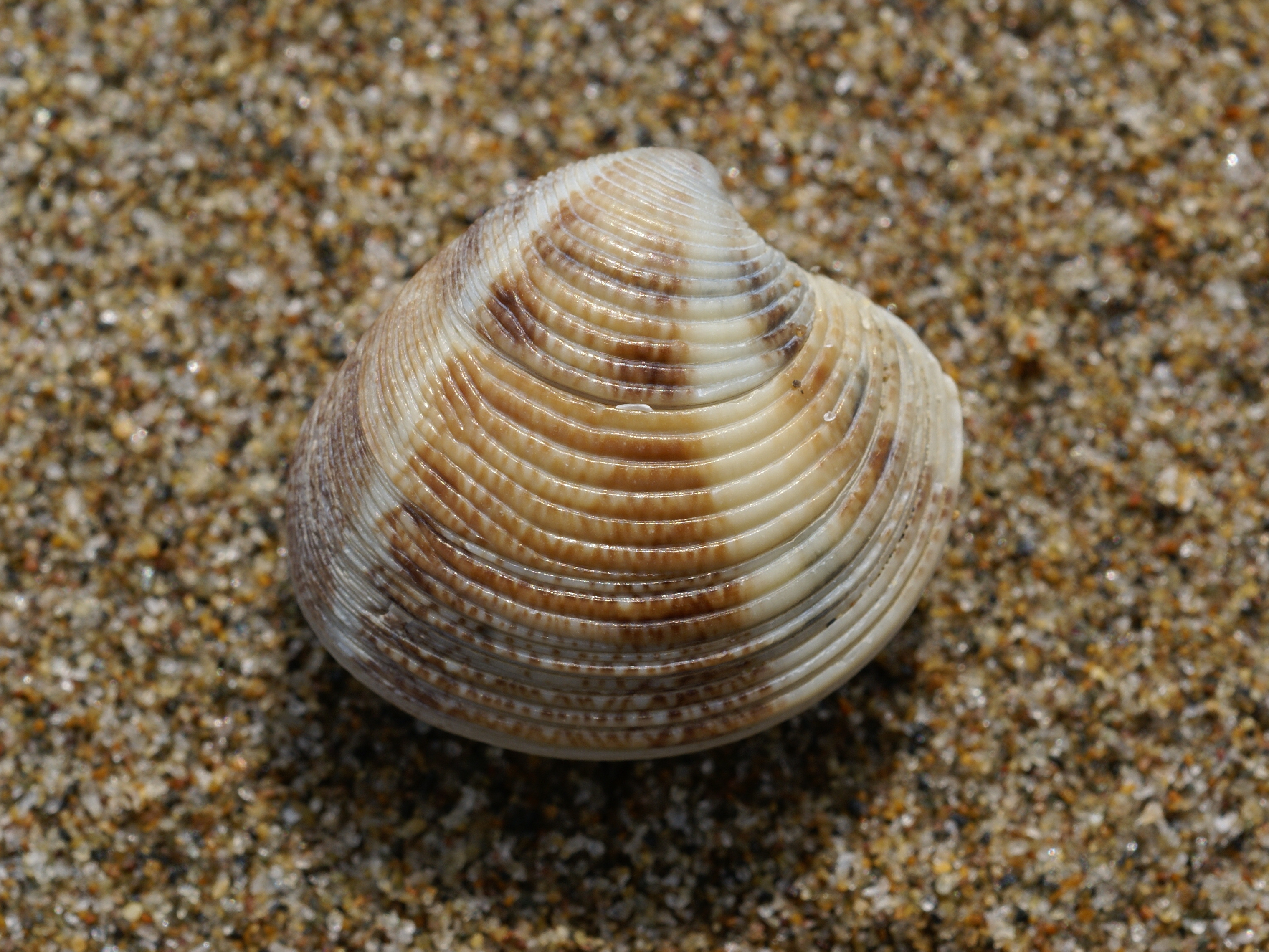
Chamelea gallina

La taxonomia usada fins fa poc era la proposada per Newell (1965), basada en la morfologia de les dents de la frontissa que uneixen ambdues valves.
Subclasse Anomalodesmata
- Pholadomyoida

Subclasse Cryptodonta
- Cardiola †
- Praecardioida †
- Solemyoida

Subclasse Heterodonta †
- Família Cycloconchidae †
- Família Redoniidae †
- Família Lyrodesmatidae †
- Ordre Hippuritoida †
- Ordre Myoida
- Ordre Veneroida

Subclasse Palaeoheterodonta
- Ordre Modiomorpha †
- Ordre Trigonioida †
- Ordre Unionoida (típics musclos d'aigua dolça)

Subclasse Palaeotaxodonta
- Ordre Nuculoida

Subclasse Pteriomorphia (ostres, musclos, etc.)
- Ordre Arcoida
- Ordre Cyrtodontoida †
- Ordre Mytiloida
- Ordre Ostreoida
- Ordre Praecardioida †
- Ordre Pterioida

La classificació més recent va ser publicada l'any 2011 i té un gran consens entre els malacòlegs, ja que va se elaborada per 51 experts en taxonomia dels mol·luscs:
Grau Euprotobranchia
- Ordre Fordillida † (2 famílies)
- Ordre Tuarangiida † (1 família)

Subclasse Heterodonta
- Infraclasse Archiheterodonta
  - Ordre Carditida (4 famílies)
- Infraclasse Euheterodonta
  - Ordre Pholadomyida (=Anomalodesmata) (16 famílies)
  - Ordre Myida (4 famílies)
  - Ordre Lucinida (2 famílies)
  - Ordre Venerida (30 famílies)

Subclasse Palaeoheterodonta
- Ordre Trigoniida (16 famílies (15†))
- Ordre Unionida (15 famílies (8†))

Subclass Protobranchia
- Ordre Nuculanida (8 famílies)
- Ordre Nuculida (3 famílies (1†))
- Ordre Solemyida (2 famílies)

Subclasse Pteriomorphia
- Ordre Arcida (7 famílies)
- Infraclass Eupteriomorphia
  - Ordre Ostreida (2 famílies)
    - Subordre Pectinida (7 famílies)
    - Subordre Limida (1 família)
    - Subordre Mytilida (1 família)
    - Subordre Pteriida (4 famílies)